# Anna-Lisa Stigell
Anna-Lisa Stigell, född 23 december 1899 i Åbo, död 28 augusti 1975, var en finländsk arkitekt.
Stigell blev student 1918 och diplomarkitekt 1922. Hon var anställd vid olika arkitektbyråer och bedrev privat arkitektverksamhet från 1928. Hon utförde ritningar till Svenska folkakademien i Borgå, Borgå folkhögskola samt privathus i Borgå, Lovisa och landsorten. Hon ledde restaureringen av bland annat Nagu och Dragsfjärds kyrkor samt Åbo svenska teater. Hon skrev uppsatser i fackfrågor och en biografi över arkitekten Erik Bryggman (1964). Hon hade särskilt intresse för den svenska landsbygdens bostadsfråga och medeltida kyrkor.
Anna-Lisa Stigell var dotter till medicine licentiat Lars Ringbom och Elin Granit. Lars-Ivar Ringbom, Anders Ringbom och Nils-Eric Ringbom var hennes bröder. Hon ingick 1923 äktenskap med diplomingenjör Jarl Stigell.